# Kaarmise

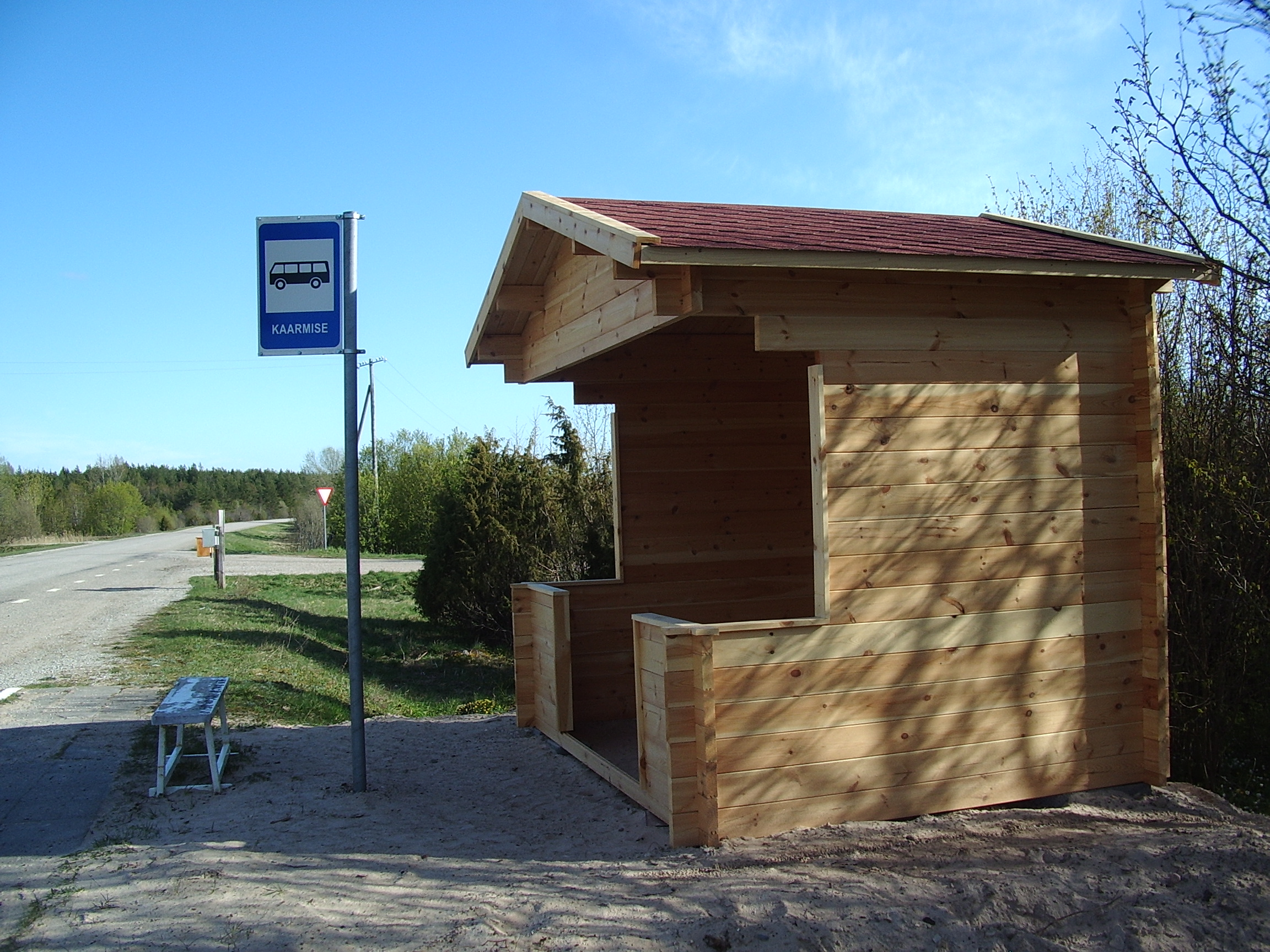
Arrêt de bus à Kaarmise

Kaarmise est un village de la commune de Saaremaa (jusqu'en octobre 2017 commune de Lääne-Saare) du comté de Saare en Estonie.
Au 31 décembre 2011, il comptait 19 habitants.